# Tom Bradshaw
Tom Bradshaw (Bishopton, 7 febbraio 1904 – Liverpool, 22 febbraio 1986) è stato un calciatore scozzese, di ruolo difensore.

## Carriera

### Club
Ha giocato nel campionato inglese e scozzese.

### Nazionale
Ha vestito la maglia della Nazionale scozzese in una sola occasione, nel 1928, prendendo parte al celebre incontro Inghilterra-Scozia 1-5, noto come Wembley Wizards.